# Пудовкіна Марія Олегівна
Марі́я Оле́гівна Пу́довкіна (* 1996) — українська більярдистка, виступає у варіанті російського більярду.

## З життєпису
У 2015 році була єдиною українкою, яка стала чемпіонкою світу у вільній піраміді. Чотириразова чемпіонка України. Була чемпіонкою Європи серед молоді у 2013 році та третьою в жіночому чемпіонаті 2014 року.
Станом на 2021 рік — суддя першої категорії; проживає у Дніпропетровській області.